# 핀란드 농림부
농림부(핀란드어: maa- ja metsätalousministeriö; MMM 마 야 메채탈로우스미니스테리외; 앰앰앰[*], 스웨덴어: jord- och skogsbruksministeriet
)는 핀란드 국가평의회의 산하 12개 부처 중 하나다. 핀란드 국내 천연자원의 지속 가능한 이용,  위기시에도 충분할 식량 공급, 그리고 식량생산과 자원사용의 지속성과 경제성 유지 등을 책임진다.
2018년 기준 예산은 2,594,529,000 유로, 본청 직원은 250 명이다.
1971년 이전에는 농무부(핀란드어: maatalousministeriö 마탈로우스미니스테리외[*])라고 했다. 핀란드 농무부의 전신은 러시아 제국의 지배를 받던 1860년 러시아 황제 알렉산드르 2세가 핀란드 원로원에 농경국을 설치한 것에 그 기원을 둔다. 본래 환경문제도 담당했으나 1983년 환경부가 신설되면서 환경 관련 업무는 그쪽으로 소관이 넘어갔다.